# MG 13
MG 13 (нем. Maschinengewehr 13) — немецкий ручной пулемёт, разработанный на основе пулемёта MG 10 конструкции Луиса Шмайссера (патент Германии на изобретение №192508 с приоритетом от 13.02.1906 г.) коллективом оружейников, технологов и инженеров отдела по разработке пулемётов (MG-Versuchsabteilung) фирмы Rheinmetall во главе с Луисом Штанге.

## Описание
7,9-мм пулемёт MG 13 построен на основе автоматики с коротким ходом ствола. Питание осуществляется из коробчатых магазинов на 25 или барабанных на 75 патронов.

## История создания и применения
При создании оружия за основу был взят пулемёт Луиса Шмайссера MG 10. До постановки на вооружение оружие имело условное наименование Gerät 13.
Пулемёт получил воздушное охлаждение ствола вместо водяного, сам ствол стал быстро заменяемым, для питания пулемета были созданы коробчатый и S-образный магазины.

## Варианты и модификации
- MG.13k — танковый пулемёт с укороченным до 600 мм стволом[1]. Предназначался для вооружения танков, бронетранспортёров и частично для использования в качестве авиационного пулемёта[2]. Впоследствии для авиации на базе MG-13 был разработан и выпускался авиационный пулемет MG-15. После его замены в авиации на более мощные пулеметы, MG-15 снабжали сошками и отправляли на вооружение наземного персонала авиационных подразделений[3].

## Страны-эксплуатанты
- Веймарская республика: принят на вооружение рейхсвера в 1931 году[1]
- Нацистская Германия: снят с вооружения в 1934 году и заменён на более совершенный пулемёт MG 34, однако продолжал использоваться в войсках до тех пор, пока вермахт не стал получать достаточное количество новых MG 34. Кроме того, MG 13 использовался для вооружения первых серийных немецких лёгких танков PzKpfw I и для вооружения заднего стрелка на пикировщиках Ju 87. После начала Второй мировой войны складские запасы передали в войска[1]
- Франкистская Испания: после начала в 1936 году войны в Испании из Германии начались поставки пулемётов для франкистов (поставлялись как отдельные экземпляры, так и в комплекте с PzKpfw I)[1]
- Вторая Испанская Республика: в ходе войны в Испании некоторое количество трофейных пулемётов использовалось республиканцами
- Португалия: большинство снятых с вооружения MG 13 было продано в Португалию, где они оставались на вооружении вплоть до конца 1940-х годов.